# Tríkorfo (Phocide)
Pour les articles homonymes, voir Tríkorfo.
Tríkorfo (grec moderne : Τρίκορφο) est une localité située dans le dème de Doride, dans le district régional de Phocide, dans la périphérie de Grèce-Centrale, en Grèce.
Selon le recensement de 2021, elle compte 399 habitants.